# Bothriurus
O gênero de escorpiões Bothriurus (Peters, 1861) possui aproximadamente 41 espécies, sendo o gênero mais diverso da família Bothriuridae. Para facilitar a identificação das espécies presentes neste gênero, foram criados os "grupos de espécies", baseados em alguns caracteres morfológicos.

## Espécies brasileiras
Algumas espécies do gênero Bothriurus existentes no Brasil:
- Bothriurus araguayae Vellard, 1934;
- Bothriurus asper Pocock, 1893;
- Bothriurus bonariensis C. L. Koch, 1842;
- Bothriurus moojeni Mello-Leitão, 1945;
- Bothriurus rochai Mello-Leitão, 1932;
- Bothriurus signatus Pocock, 1893.
- e outras.